# Рудный (Белгородская область)
Рудный — посёлок в Новооскольском районе Белгородской области. Входит в состав городского поселения город Новый Оскол. Фактически микрорайон Рудный города Новый Оскол.

## География
Находится в северо-восточной части региона, в лесостепной зоне, в пределах юго-западных отрогов Орловско-Курского плато Среднерусской возвышенности, между городским микрорайоном Весенний и автодорогой 14К-45.

### Климат
Климат характеризуется как умеренно континентальный, с относительно мягкой зимой и тёплым продолжительным летом. Среднегодовая температура воздуха — 6,1 °C. Средняя температура воздуха самого холодного месяца (января) — −8,3 °C (абсолютный минимум — −36 °C); самого тёплого месяца (июля) — 20,4 °C (абсолютный максимум — 38 °C). Годовое количество атмосферных осадков составляет 504 мм, из которых 350 мм выпадает в период с апреля по октябрь.

## История
В 1968 г. Указом президиума ВС РСФСР посёлок геологоразведочной партии переименован в Рудный.

## Население
| 2002 | 2010 | 2014 | 2015 | 2016 |
| ---- | ---- | ---- | ---- | ---- |
| 551  | ↘429 | ↘415 | ↘411 | ↘407 |

## Инфраструктура
Личное подсобное хозяйство.

## Транспорт
Рудный легкодоступен автотранспортом.